# Alexander I. (Russland)

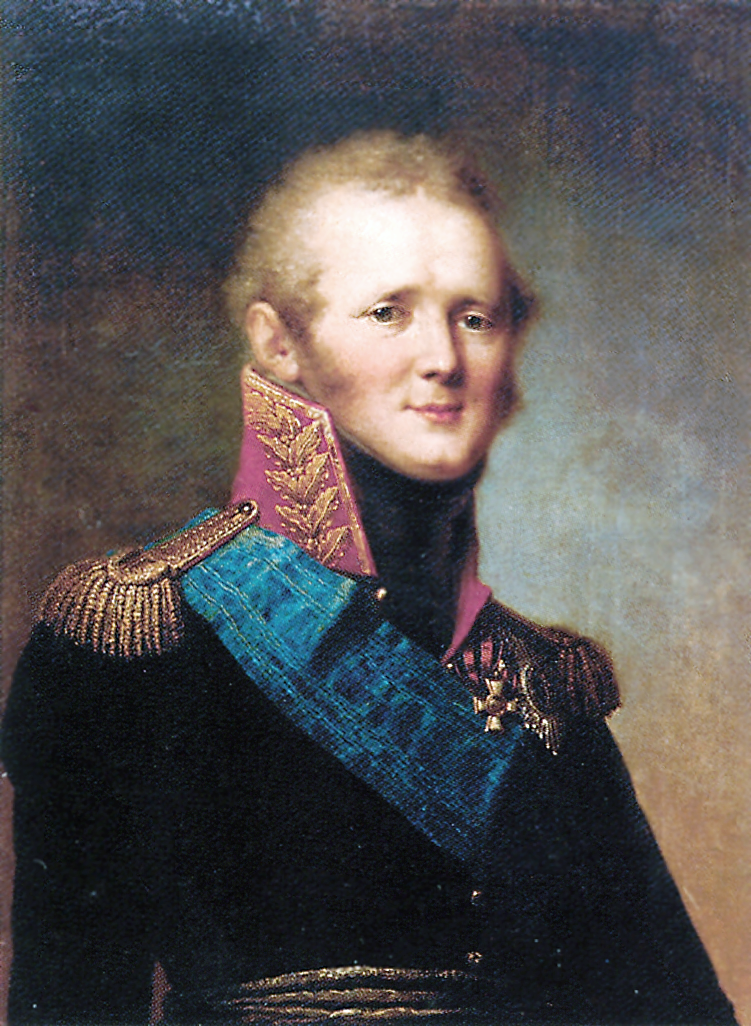
Kaiser Alexander I. von Russland (1809)

Alexander I. Pawlowitsch Romanow (russisch Александр I Павлович; * 12.jul. / 23. Dezember 1777greg. in Sankt Petersburg; † 19. Novemberjul. / 1. Dezember 1825greg. in Taganrog) war Kaiser von Russland (1801–1825), König von Polen (1815–1825), erster russischer Großfürst von Finnland (1809–1825) aus dem Hause Romanow-Holstein-Gottorp und von 1801 bis 1807 sowie von 1813 bis 1818 Herr von Jever.

## Kindheit und Jugend
Alexander I. war der älteste Sohn des Kaisers Paul I. und seiner zweiten Gemahlin, Maria Fjodorowna, geborene Prinzessin Sophie Dorothee von Württemberg.
Weich und sentimental, zeigte er sich wohlwollend und für Ideale begeistert, aber auch schwach und unbeständig, und schon früh begann seine Bereitschaft, alles Unangenehme beiseitezuschieben. Sein Vater Paul I., seit 1796 Kaiser, behandelte Alexander misstrauisch und willkürlich. Für seine Ausbildung sorgte seine Großmutter Kaiserin Katharina II. Er wurde unter der Leitung des freisinnigen Schweizer Freimaurers Frédéric-César de la Harpe nach rousseauschen Grundsätzen erzogen. Dieser konnte sein Vorhaben, den jungen Großfürsten in der Staatskunst auszubilden, nicht beenden. Zarin Katharina erschien es wichtiger, dynastische Zukunftsfragen in Erwägung zu ziehen. Bereits im Herbst 1792 ließ sie zwei badische Prinzessinnen „zur Ansicht“ nach Sankt Petersburg kommen.
Am 28. Septemberjul. / 9. Oktober 1793greg. wurde Großfürst Alexander im Alter von 15 Jahren mit der Prinzessin Louise von Baden vermählt. Die Braut war 14 Jahre alt und erhielt nach ihrem Übertritt zum orthodoxen Glauben den Namen Elisabeth Alexejewna.
1796 starb Katharina II., und Alexanders Vater bestieg als Paul I. den russischen Kaiserthron. Ab diesem Zeitpunkt begann für Alexander eine Zeit der Demütigungen und Drangsalierungen durch den Vater. Nun geriet er langsam unter den Einfluss seiner Mutter, der sein ganzes Leben lang anhalten sollte.

## Kaiser von Russland

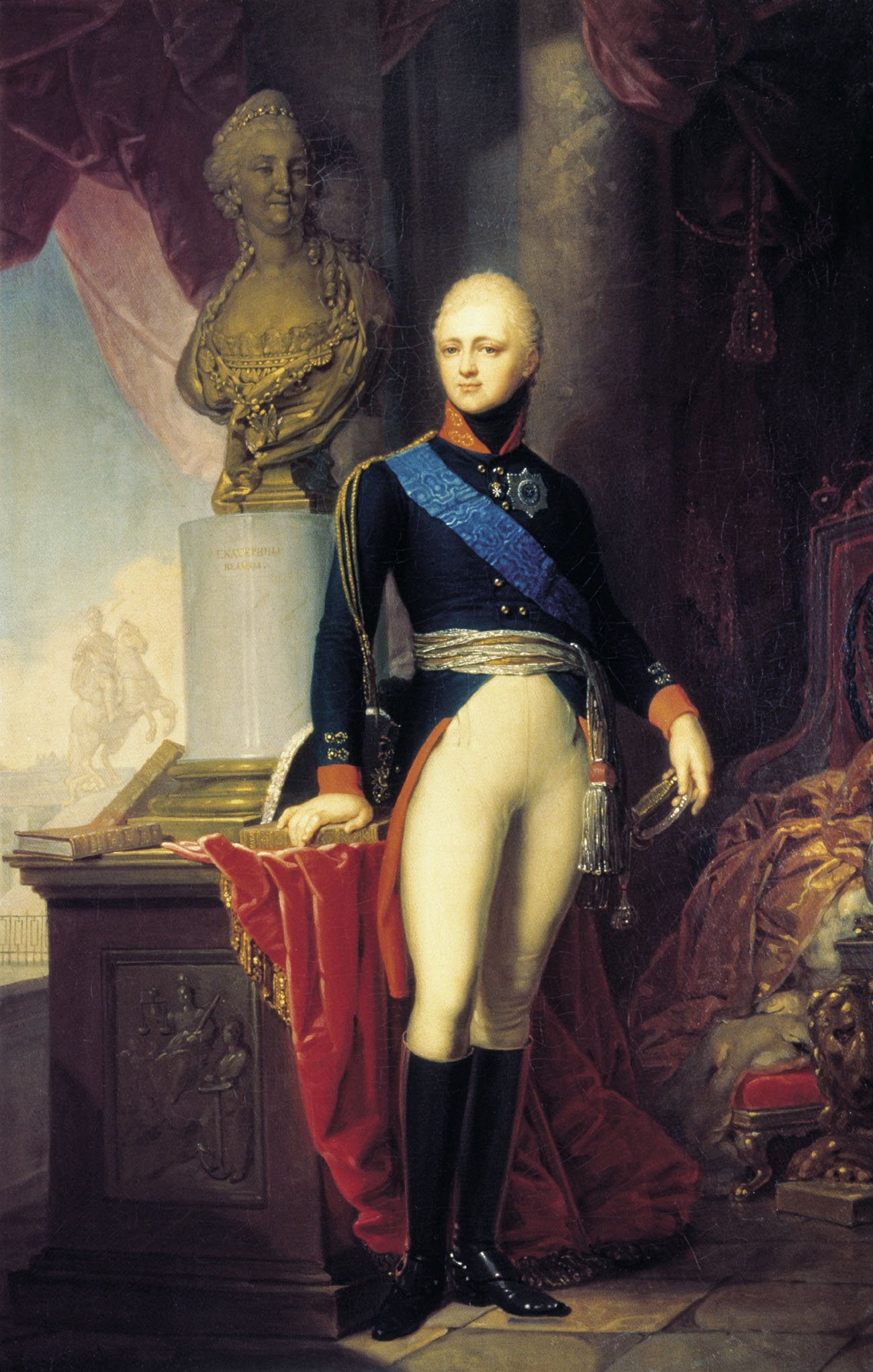
Kaiser Alexander I. um 1801, Gemälde von Wladimir Lukitsch Borowikowski

Als Alexander durch die Ermordung seines Vaters am 12.jul. / 24. März 1801greg. auf den Thron gelangte, war er, obwohl er von dem Mord weder gewusst noch ihn gebilligt hatte, doch anfangs von Rücksichten auf die Mörder Subow, von der Pahlen und von Bennigsen abhängig. Sie gingen alle straffrei aus. Ernst Lubitsch verfilmte 1928 unter dem Titel Der Patriot die Umstände der Verschwörung.
Später erlangte das sogenannte Triumvirat „Pawel Stroganow, Nikolai Nowossilzew und Adam Czartoryski“ den bedeutendsten Einfluss auf ihn.

### Adelspolitik
Einer der Gründe für den Sturz Pauls I. war dessen Adelspolitik: Er hatte die Steuerfreiheit des russischen Adels aufgehoben und versucht, die 1762 abgeschaffte Dienstpflicht des Adels wiedereinzuführen. Nach dem Staatsstreich, der Alexander auf den Zarenthron brachte, erwartete der Adel eine andere Adelspolitik von ihm. Dem kam Alexander nach, indem er als eine seiner ersten Handlungen die Gültigkeit der Adelsurkunde von 1785 in vollem Umfang bekräftigte. Gegenüber dem polnischen Adel setzte Alexander allerdings auf Kontinuität zur Politik seines Vaters. Er setzte die Adelsüberprüfung in den polnischen Provinzen fort, setzte jedoch die ursprüngliche Frist, die Paul auf das Jahr 1802 terminiert hatte, aus, so dass der Druck von den Adligen genommen wurde, ihren Adelsnachweis innerhalb der nächsten Monate beizubringen. Alexander reagierte damit auch auf die zahlreichen Eingaben polnischer Adliger, in denen sie den Verlust ihrer Dokumente durch Aufstände oder Brände beklagten oder darauf hinwiesen, dass sich ihre Adelsurkunden als Folge der Teilungen Polens in ausländischen Archiven befänden.

### Reformtätigkeit
Seiner Persönlichkeit entsprechend, war sein Bemühen vornehmlich auf die innere Entwicklung Russlands gerichtet. In der ersten Hälfte seiner Regierung, namentlich während der ersten Jahre, war er eifrig bestrebt, das Finanzwesen seines Reichs zu ordnen, die geistige Bildung zu fördern und das harte Los der Leibeigenen zu mildern. Er hob die Leibeigenschaft in Estland, Livland und Kurland auf. Zudem führte er in diesen Gebieten eine mit dem Institut der Gemeindegerichte verbundene Bauernordnung ein. Leibeigene zum Verkauf auszustellen oder in den Zeitungen anzubieten wurde 1801 verboten, ihre Freilassung und Ansiedlung in den Städten erleichtert. Um diesen und anderen Reformen seine Sorgfalt zuwenden zu können, war Kaiser Alexander anfangs bemüht, kriegerische Einmischung in die europäischen Angelegenheiten zu vermeiden.

### Außenpolitische Haltung bis zum Friedensvertrag mit Napoleon
Bereits 1802 schloss er mit König Friedrich Wilhelm III. von Preußen einen herzlichen Freundschaftsbund (Zusammenkunft in Memel, Juni 1802), dem beide bis an ihr Lebensende treu blieben.

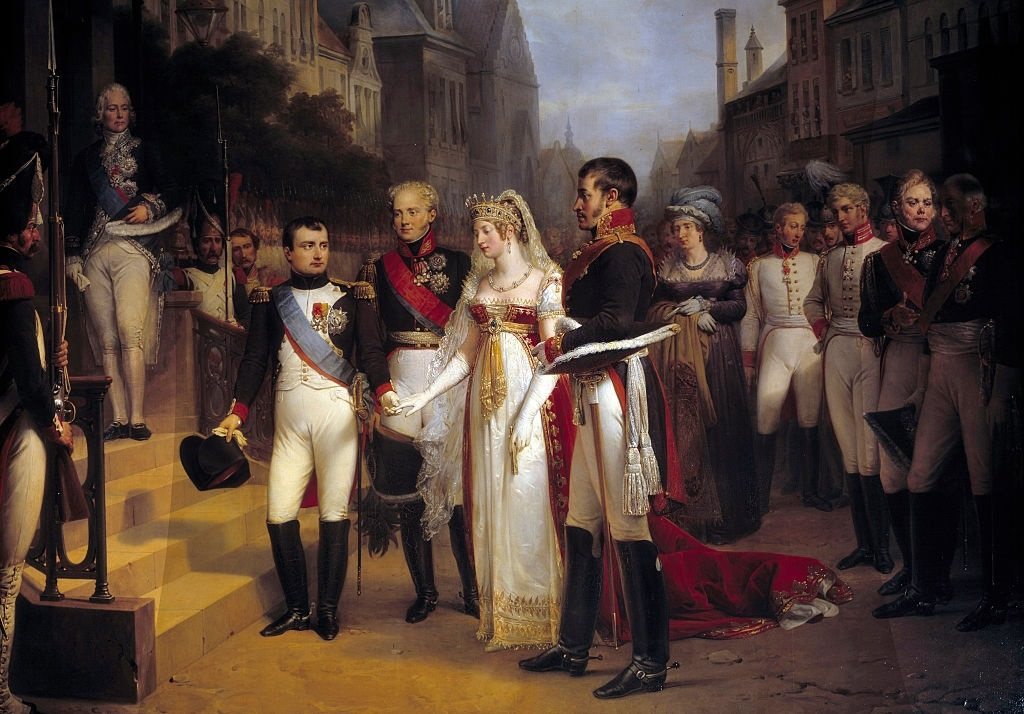
Empfang beim Frieden von Tilsit 1807: Außenminister Charles-Maurice de Talleyrand-Périgord, Napoleon Bonaparte, Kaiser Alexander I., Königin Luise und ihr Gatte König Friedrich Wilhelm III. von Preußen. Gemälde von Nicolas Gosse.

Gleichzeitig trat Kaiser Alexander mit Napoleon Bonaparte, damals Erster Konsul der Französischen Republik, in enge politische Beziehungen, um die Angelegenheiten Europas nach gemeinsamem Einverständnis friedlich zu leiten. 1804 kam es zum Bruch mit Frankreich. Alexander unterstützte 1805 Österreich, trat aber nach der Schlacht bei Austerlitz vom Bund gegen Napoleon zurück, um den Kampf 1807 zugunsten Preußens zu erneuern, allerdings erst, als sein Verbündeter den größten Teil seines Territoriums bereits verloren hatte.
Als die preußischen und russischen Truppen bis über die Memel zurückgedrängt waren, vermittelte Kaiser Alexander den Frieden von Tilsit. Dessen Abschluss ging die berühmte Zusammenkunft des russischen und des französischen Kaisers am 25. Juni 1807 (in einem auf zwei Flößen in der Mitte der Memel erbauten Pavillon) voraus, und Alexander, der für Napoleons glänzende persönliche Eigenschaften die größte Bewunderung hegte, ließ sich von diesem zum zweiten Mal für den Gedanken einer gemeinsamen Leitung der europäischen Angelegenheiten gewinnen.
Während des Erfurter Fürstenkongresses im Oktober 1808 wurde der Bund mit Frankreich erneuert und Alexander der Besitz der Türkei versprochen, gegen die er einen Krieg siegreich fortsetzte. Die französische Rückendeckung nutzte Alexander, um Schweden im Russisch-Schwedischen Krieg 1808–1809 durch eine kühne militärische Operation, die Überquerung des zugefrorenen Bottnischen Meerbusens in drei Heeressäulen (1809), den Besitz Finnlands sowie der Åland-Inseln abzuringen (Vertrag von Fredrikshamn 1809).
Bei den weit auseinandergehenden Interessen der beiden Staaten dauerte indes diese Eintracht nicht lange, und 1812 kam es von neuem zum Bruch.

### Krieg gegen Napoleon und der Wiener Kongress

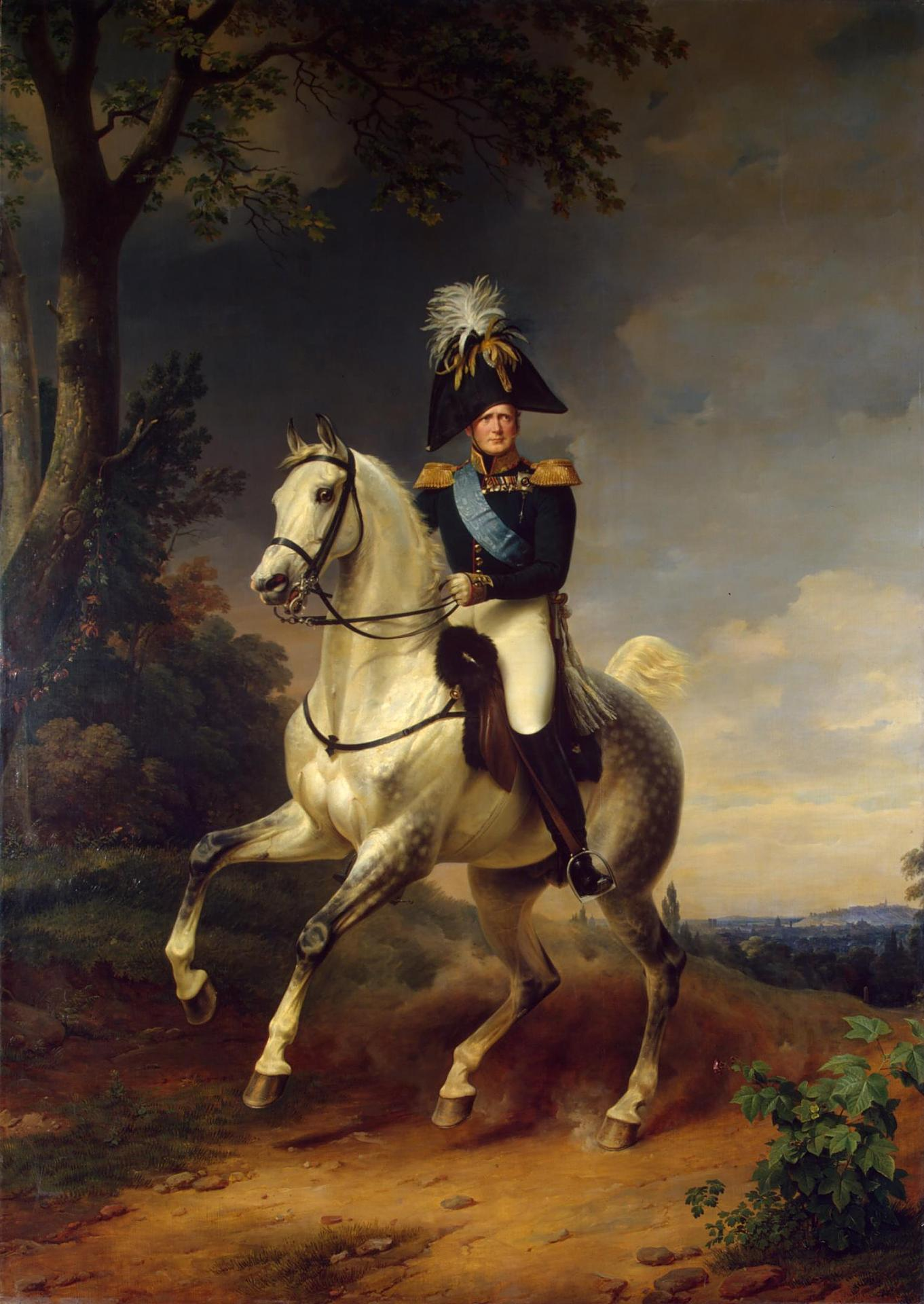
Kaiser Alexander I., Gemälde von Franz Krüger (1812)

Anfangs schien auch Russland im Russlandfeldzug 1812 Napoleon unterliegen zu müssen, und nach der Einnahme von Moskau verzweifelte Alexander fast an der Fortführung des Krieges. Indessen gelang es dem ungebrochen optimistischen Freiherrn vom Stein, ihn umzustimmen und seine Begeisterung anzufachen. Alexander erklärte, die Waffen nicht niederlegen zu wollen, ehe Napoleon gestürzt sei. Dessen Friedensangebote wurden zurückgewiesen und die religiöse und nationale Begeisterung der Russen wachgerufen. Das mehr dem Hunger und der Kälte als den Waffen weichende französische Heer wurde auf seinem Rückzug hart bedrängt und fast vernichtet.
Alexanders Entschluss zur Fortführung des Krieges begünstigte die Erhebung Deutschlands, die ohne seine Unterstützung kaum möglich gewesen wäre. In den Befreiungskriegen übte Alexander als der mächtigste unter den verbündeten Herrschern großen Einfluss aus, sowohl auf die militärischen Operationen als auch bei der schonenden Behandlung Frankreichs und der Rückführung der Bourbonen.
1814 bemühte sich der Kaiser beim Wiener Kongress um die Eintracht unter den Fürsten und um die Herstellung einer festen Ordnung. Als damaliger Vertreter liberaler Ansichten suchte er persönlich und durch den Freiherrn vom Stein, auf die Regelung der deutschen Verhältnisse durch die Wiener Schlussakte zu wirken. Auch setzte er durch, dass die Neutralität der Schweiz anerkannt wurde und verschaffte den ionischen Inseln republikanische Selbstständigkeit (vgl. Republik der Ionischen Inseln). In gleichem Sinn gab er Polen, das ihm durch die Entscheidung des Wiener Kongresses zugefallen war, eine freisinnige Verfassung.

### Haltung und Ansehen während der letzten Regierungsjahre
Der Freimaurerei gegenüber skeptisch gesinnt, gab Alexander I. ein Gutachten über die Tätigkeiten der Freimaurerlogen in Auftrag. Angefertigt wurde es durch Ignaz Aurelius Feßler, der 1809 als Professor der orientalischen Sprachen und der Philosophie an die Alexander-Newskij-Akademie in Sankt Petersburg berufen wurde, den Unterrichtsminister Graf Rasumowsky, den Polizeiminister Balaschew und den demokratischen Staatssekretär Michail Michailowitsch Speranski. In dessen Folge wurde die Freimaurerei 1810 in Russland genehmigt, und Alexander I. trat selbst dem Bund bei.

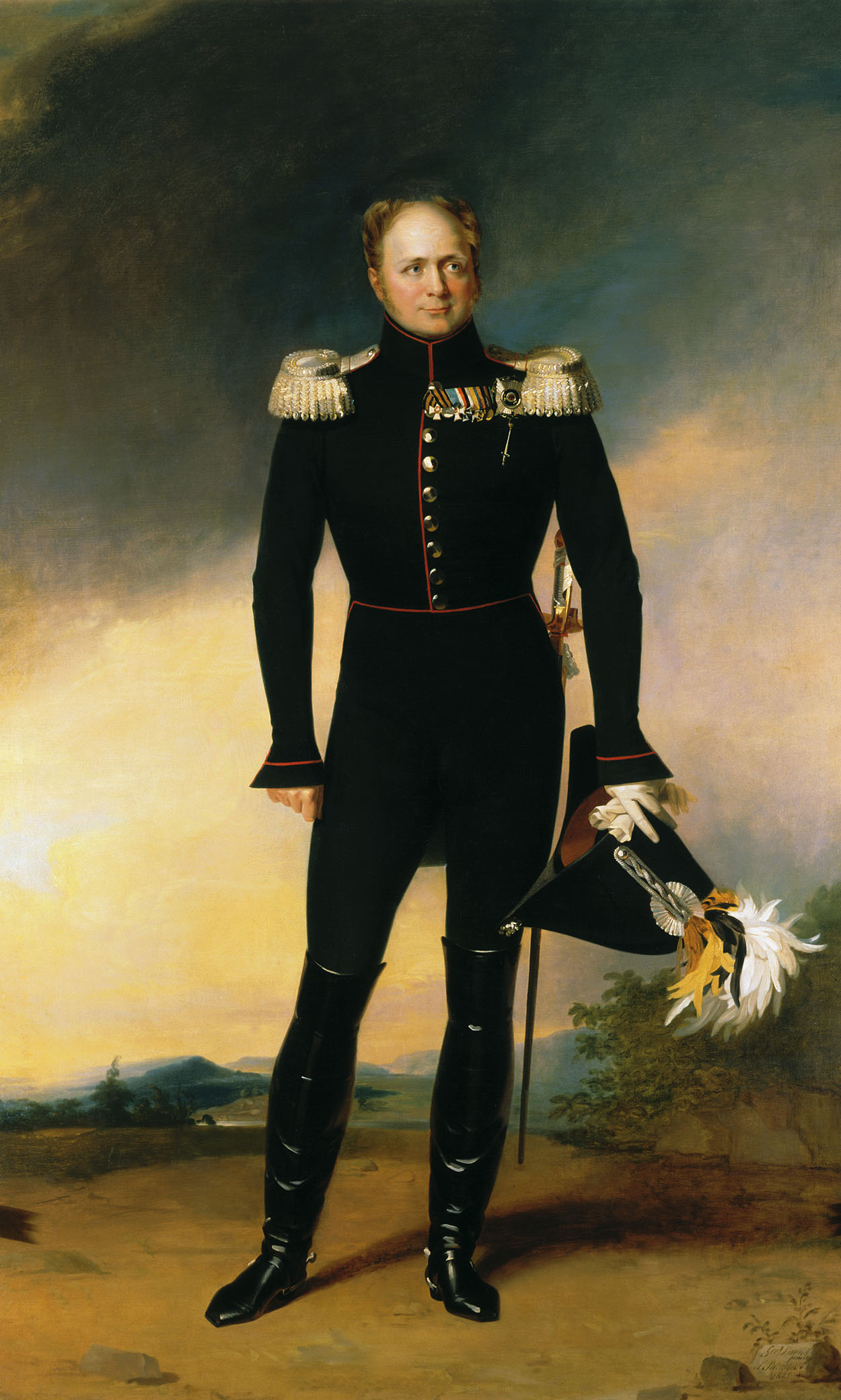
Kaiser Alexander I. im Jahre 1824. George Dawe, 1826, Schloss Peterhof.

Unter dem Einfluss der großen Begebenheiten dieser Zeit und auf Anregung der ihn damals in ihre Mystik ziehenden Juliane von Krüdener entstand bei dem christlich-frommen Zaren zuerst die Idee der Heiligen Allianz, durch deren Verwirklichung er den Frieden der Welt auf einer von den bisherigen politischen Bündnissen weit abweichenden Grundlage festzustellen trachtete, welche aber nur die Handhabe für die politische Reaktion wurde und, statt die Gemüter zu beruhigen, die Unzufriedenheit mit der bestehenden Ordnung nur noch steigerte. Alexander I., dadurch erschreckt und, wie es scheint, durch böswillige Einflüsterungen gegen die Völker mit Misstrauen erfüllt, versuchte mit anderen Fürsten gewaltsame Gegenmittel. Man beriet und beschloss in diesem Sinn auf den Kongressen zu Troppau (1820), Laibach (1821) und Verona (1822), und Alexander bot willig die Hand, mit den Aufständen auch den politischen Fortschritt der Völker zu unterdrücken.
In Russland wurden die Zensur und die strengste Überwachung der Büchereinfuhr wieder eingeführt, die Wissenschaft, Literatur und der Unterricht behindert, Untersuchungen wegen demagogischer Umtriebe eingeleitet, die Missionsgesellschaften unterdrückt und allmählich alle Pläne für Reformen und Fortbildung aufgegeben. Über das ganze Reich breitete sich das Netz einer offenen und geheimen Polizei, welche allen Verkehr hemmte. Die Erfahrung, dass durch alle diese Maßregeln der Geist des Widerstandes nicht zu verbannen war, verbitterte den Kaiser, der teils in den Zerstreuungen eines glänzenden, üppig-frömmelnden Hofs, teils in religiöser Mystik Zerstreuung und Befriedigung suchte.
Unter ständigem Druck Metternichs wandte sich der Kaiser wenige Tage nach dem Besuch des fanatischen Mönchs Photius gegen seine eigenen Freunde, und am 6. August 1822 erging der Befehl, alle geheimen Gesellschaften und auch die Freimaurerlogen aufzulösen.
Die Entwicklung des griechischen Aufstandes seit 1821 brachte zugleich die Politik des Kaisers in enormen Widerspruch mit der öffentlichen Meinung. Sein Volk war den orthodoxen Glaubensverwandten zugetan; Alexander aber missbilligte den Aufstand des griechischen Volkes, weil er darin nur eine Auflehnung gegen ihren rechtmäßigen Oberherrn erblickte. Seine eigenen Ideale von einem nationalen Liberalismus gehörten der Vergangenheit an, und er weigerte sich, den veränderten Lebensauffassungen irgendwelche Zugeständnisse zu machen.

### Tod und Legenden
Die furchtbare Überschwemmung, die 1824 Sankt Petersburg heimsuchte, sowie die Furcht vor einer russisch-polnischen Verschwörung gegen das Haus Romanow trugen mit dazu bei, den Gemütszustand des Kaisers weiter zu verdüstern. Körperlich leidend und voller Todesgedanken versöhnte er sich mit seiner Gattin, die trotz aller Fehltritte ihres Mannes stets seine Freundin geblieben war. Im Sommer 1825 verschlechterte sich der Gesundheitszustand der Kaiserin, und die Ärzte rieten ihr zu einem langen Aufenthalt im Süden; Alexander beschloss, sie zu begleiten. Mitte September traten die beiden eine Reise auf die Krim an, dort befiel ihn das nach der Halbinsel benannte Krimfieber. Über seinen Zustand besorgt, ließ er sich nach Taganrog bringen, wo er am 19. Novemberjul. / 1. Dezember 1825greg. verstarb.

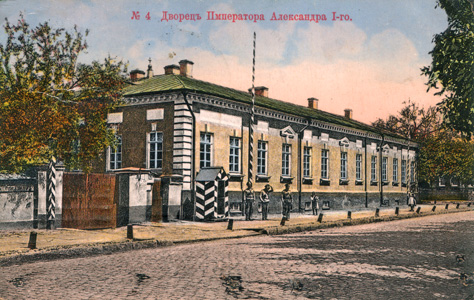
Das Palais in Taganrog, in dem Kaiser Alexander I. 1825 starb

Die Umstände und der Ort seines Todes führten während der restriktiven und strengen, von Misstrauen geprägten Regierung seines Nachfolgers Nikolaus I. zu der Legendenbildung, Kaiser Alexander sei nicht gestorben, sondern habe sich freiwillig als Einsiedler von der Regentschaft zurückgezogen; man habe Alexander als uralten Mann gesehen. Er lebe heimlich an einem verborgenen Ort und berate von dort einige Größen des Reiches.
Diese Sagen hielten sich Jahrzehnte; sie führten zur Verklärung des Monarchen in Teilen der russischen Bevölkerung. Das Ende des Zaren verarbeitete Reinhold Schneider literarisch in seinen 1940 entstandenen Erzählungen Taganrog (veröffentlicht 1946) und Die Wahrheit (veröffentlicht 1948).
Ein Artikel in der Zeitung Die Welt räumt diesen Legenden mehr Bedeutung ein. Demnach habe es merkwürdige Vorgänge im Zusammenhang mit dem Tod Alexanders I. gegeben.
Von den vielen Denkmälern, die Kaiser Alexanders Andenken in Russland verewigen, ist die Alexandersäule (1834 auf dem Schlossplatz in Sankt Petersburg aufgestellt) besonders bekannt. In Berlin-Mitte wurde 1805 der Alexanderplatz nach ihm benannt. Darüber hinaus ist er Namensgeber für die antarktische Alexander-I.-Insel.

### Stellung in der Geschichte
Die Macht Russlands wuchs unter Kaiser Alexander I. erheblich.
Der Wiener Friede und vorteilhaft beendete Kriege gegen Schweden, Persien und die Türkei führten zum Erwerb des Königreichs Polen, Białystoks, Finnlands, Grusiens, Schirwans und Bessarabiens mit zusammen etwa 10 Millionen Einwohnern. Ebenfalls wichtig waren das innere Erstarken Russlands und der Einfluss, den es auf die Angelegenheiten Europas gewann.
Eine Weile nach Alexanders Tod begann The Great Game, der historische Konflikt zwischen Großbritannien und Russland um die Vorherrschaft in Zentralasien.

## Nachkommen
Aus der Ehe mit Kaiserin Elisabeth Alexejewna, geborene Prinzessin Louise von Baden, gingen zwei früh verstorbene Töchter hervor:
- Maria Alexandrowna (* 18. Mai 1799; † 27. Juli 1800)
- Elisabeth Alexandrowna (* 3. November 1806; † 30. April 1808)

Kaiser Alexander I. zeugte zahlreiche weitere uneheliche Kinder, von denen er neun anerkannte, unter anderem in den Jahren 1806 bis 1813 drei Kinder mit der Fürstin Maria Antonowna Naryschkina (1779–1854).

## Auszeichnungen und Ehrungen
- 1779: Schwarzer Adlerorden (bereits im Alter von 2 Jahren von Friedrich II. verliehen)[10]
- 1805: Namensgeber für den Alexanderplatz in Berlin
- 1807: Großkreuz der Ehrenlegion
- 1826: Namensgeber der Kolonie Alexandrowka bei Potsdam
- 1917: Namensgeber der Stadt Alexandrowsk

## Abstammung
|                                    |                                    |                                    |                                    |                                    |                                    |  |  | Christian August (Fürst von Anhalt-Zerbst) | Christian August (Fürst von Anhalt-Zerbst) | Christian August (Fürst von Anhalt-Zerbst) | Christian August (Fürst von Anhalt-Zerbst) | Christian August (Fürst von Anhalt-Zerbst) | Christian August (Fürst von Anhalt-Zerbst) |  |  | Johanna Elisabeth (Fürstin von Anhalt-Zerbst) | Johanna Elisabeth (Fürstin von Anhalt-Zerbst) | Johanna Elisabeth (Fürstin von Anhalt-Zerbst) | Johanna Elisabeth (Fürstin von Anhalt-Zerbst) | Johanna Elisabeth (Fürstin von Anhalt-Zerbst) | Johanna Elisabeth (Fürstin von Anhalt-Zerbst) |  |  | Karl Friedrich (Schleswig-Holstein-Gottorf) (Herzog von Schleswig-Holstein-Gottorf) | Karl Friedrich (Schleswig-Holstein-Gottorf) (Herzog von Schleswig-Holstein-Gottorf) | Karl Friedrich (Schleswig-Holstein-Gottorf) (Herzog von Schleswig-Holstein-Gottorf) | Karl Friedrich (Schleswig-Holstein-Gottorf) (Herzog von Schleswig-Holstein-Gottorf) | Karl Friedrich (Schleswig-Holstein-Gottorf) (Herzog von Schleswig-Holstein-Gottorf) | Karl Friedrich (Schleswig-Holstein-Gottorf) (Herzog von Schleswig-Holstein-Gottorf) |  |  | Anna Petrowna (Herzogin von Schleswig-Holstein-Gottorf)   | Anna Petrowna (Herzogin von Schleswig-Holstein-Gottorf)   | Anna Petrowna (Herzogin von Schleswig-Holstein-Gottorf)   | Anna Petrowna (Herzogin von Schleswig-Holstein-Gottorf)   | Anna Petrowna (Herzogin von Schleswig-Holstein-Gottorf)   | Anna Petrowna (Herzogin von Schleswig-Holstein-Gottorf)   |  |  | Karl Alexander (Herzog von Württemberg)      | Karl Alexander (Herzog von Württemberg)      | Karl Alexander (Herzog von Württemberg)      | Karl Alexander (Herzog von Württemberg)      | Karl Alexander (Herzog von Württemberg)      | Karl Alexander (Herzog von Württemberg)      |  |  | Maria Augusta (Herzogin von Württemberg) | Maria Augusta (Herzogin von Württemberg) | Maria Augusta (Herzogin von Württemberg) | Maria Augusta (Herzogin von Württemberg) | Maria Augusta (Herzogin von Württemberg) | Maria Augusta (Herzogin von Württemberg) |  |  | Friedrich Wilhelm (Markgraf von Brandenburg-Schwedt)  | Friedrich Wilhelm (Markgraf von Brandenburg-Schwedt)  | Friedrich Wilhelm (Markgraf von Brandenburg-Schwedt)  | Friedrich Wilhelm (Markgraf von Brandenburg-Schwedt)  | Friedrich Wilhelm (Markgraf von Brandenburg-Schwedt)  | Friedrich Wilhelm (Markgraf von Brandenburg-Schwedt)  |  |  | Sophie Dorothea Marie (Markgräfin von Brandenburg-Schwedt) | Sophie Dorothea Marie (Markgräfin von Brandenburg-Schwedt) | Sophie Dorothea Marie (Markgräfin von Brandenburg-Schwedt) | Sophie Dorothea Marie (Markgräfin von Brandenburg-Schwedt) | Sophie Dorothea Marie (Markgräfin von Brandenburg-Schwedt) | Sophie Dorothea Marie (Markgräfin von Brandenburg-Schwedt) |  |  |                     |                     |                     |                     |                     |                     |
|                                    |                                    |                                    |                                    |                                    |                                    |  |  | Christian August (Fürst von Anhalt-Zerbst) | Christian August (Fürst von Anhalt-Zerbst) | Christian August (Fürst von Anhalt-Zerbst) | Christian August (Fürst von Anhalt-Zerbst) | Christian August (Fürst von Anhalt-Zerbst) | Christian August (Fürst von Anhalt-Zerbst) |  |  | Johanna Elisabeth (Fürstin von Anhalt-Zerbst) | Johanna Elisabeth (Fürstin von Anhalt-Zerbst) | Johanna Elisabeth (Fürstin von Anhalt-Zerbst) | Johanna Elisabeth (Fürstin von Anhalt-Zerbst) | Johanna Elisabeth (Fürstin von Anhalt-Zerbst) | Johanna Elisabeth (Fürstin von Anhalt-Zerbst) |  |  | Karl Friedrich (Schleswig-Holstein-Gottorf) (Herzog von Schleswig-Holstein-Gottorf) | Karl Friedrich (Schleswig-Holstein-Gottorf) (Herzog von Schleswig-Holstein-Gottorf) | Karl Friedrich (Schleswig-Holstein-Gottorf) (Herzog von Schleswig-Holstein-Gottorf) | Karl Friedrich (Schleswig-Holstein-Gottorf) (Herzog von Schleswig-Holstein-Gottorf) | Karl Friedrich (Schleswig-Holstein-Gottorf) (Herzog von Schleswig-Holstein-Gottorf) | Karl Friedrich (Schleswig-Holstein-Gottorf) (Herzog von Schleswig-Holstein-Gottorf) |  |  | Anna Petrowna (Herzogin von Schleswig-Holstein-Gottorf)   | Anna Petrowna (Herzogin von Schleswig-Holstein-Gottorf)   | Anna Petrowna (Herzogin von Schleswig-Holstein-Gottorf)   | Anna Petrowna (Herzogin von Schleswig-Holstein-Gottorf)   | Anna Petrowna (Herzogin von Schleswig-Holstein-Gottorf)   | Anna Petrowna (Herzogin von Schleswig-Holstein-Gottorf)   |  |  | Karl Alexander (Herzog von Württemberg)      | Karl Alexander (Herzog von Württemberg)      | Karl Alexander (Herzog von Württemberg)      | Karl Alexander (Herzog von Württemberg)      | Karl Alexander (Herzog von Württemberg)      | Karl Alexander (Herzog von Württemberg)      |  |  | Maria Augusta (Herzogin von Württemberg) | Maria Augusta (Herzogin von Württemberg) | Maria Augusta (Herzogin von Württemberg) | Maria Augusta (Herzogin von Württemberg) | Maria Augusta (Herzogin von Württemberg) | Maria Augusta (Herzogin von Württemberg) |  |  | Friedrich Wilhelm (Markgraf von Brandenburg-Schwedt)  | Friedrich Wilhelm (Markgraf von Brandenburg-Schwedt)  | Friedrich Wilhelm (Markgraf von Brandenburg-Schwedt)  | Friedrich Wilhelm (Markgraf von Brandenburg-Schwedt)  | Friedrich Wilhelm (Markgraf von Brandenburg-Schwedt)  | Friedrich Wilhelm (Markgraf von Brandenburg-Schwedt)  |  |  | Sophie Dorothea Marie (Markgräfin von Brandenburg-Schwedt) | Sophie Dorothea Marie (Markgräfin von Brandenburg-Schwedt) | Sophie Dorothea Marie (Markgräfin von Brandenburg-Schwedt) | Sophie Dorothea Marie (Markgräfin von Brandenburg-Schwedt) | Sophie Dorothea Marie (Markgräfin von Brandenburg-Schwedt) | Sophie Dorothea Marie (Markgräfin von Brandenburg-Schwedt) |  |  |                     |                     |                     |                     |                     |                     |
|                                    |                                    |                                    |                                    |                                    |                                    |  |  |                                            |                                            |                                            |                                            |                                            |                                            |  |  |                                               |                                               |                                               |                                               |                                               |                                               |  |  |                                                                                     |                                                                                     |                                                                                     |                                                                                     |                                                                                     |                                                                                     |  |  |                                                           |                                                           |                                                           |                                                           |                                                           |                                                           |  |  |                                              |                                              |                                              |                                              |                                              |                                              |  |  |                                          |                                          |                                          |                                          |                                          |                                          |  |  |                                                       |                                                       |                                                       |                                                       |                                                       |                                                       |  |  |                                                            |                                                            |                                                            |                                                            |                                                            |                                                            |  |  |                     |                     |                     |                     |                     |                     |
|                                    |                                    |                                    |                                    |                                    |                                    |  |  |                                            |                                            |                                            |                                            |                                            |                                            |  |  |                                               |                                               |                                               |                                               |                                               |                                               |  |  |                                                                                     |                                                                                     |                                                                                     |                                                                                     |                                                                                     |                                                                                     |  |  |                                                           |                                                           |                                                           |                                                           |                                                           |                                                           |  |  |                                              |                                              |                                              |                                              |                                              |                                              |  |  |                                          |                                          |                                          |                                          |                                          |                                          |  |  |                                                       |                                                       |                                                       |                                                       |                                                       |                                                       |  |  |                                                            |                                                            |                                                            |                                                            |                                                            |                                                            |  |  |                     |                     |                     |                     |                     |                     |
|                                    |                                    |                                    |                                    |                                    |                                    |  |  | Friedrich August (Fürst von Anhalt-Zerbst) | Friedrich August (Fürst von Anhalt-Zerbst) | Friedrich August (Fürst von Anhalt-Zerbst) | Friedrich August (Fürst von Anhalt-Zerbst) | Friedrich August (Fürst von Anhalt-Zerbst) | Friedrich August (Fürst von Anhalt-Zerbst) |  |  | Katharina II. (Kaiserin von Russland)         | Katharina II. (Kaiserin von Russland)         | Katharina II. (Kaiserin von Russland)         | Katharina II. (Kaiserin von Russland)         | Katharina II. (Kaiserin von Russland)         | Katharina II. (Kaiserin von Russland)         |  |  | Peter III. (Kaiser von Russland)                                                    | Peter III. (Kaiser von Russland)                                                    | Peter III. (Kaiser von Russland)                                                    | Peter III. (Kaiser von Russland)                                                    | Peter III. (Kaiser von Russland)                                                    | Peter III. (Kaiser von Russland)                                                    |  |  |                                                           |                                                           |                                                           |                                                           |                                                           |                                                           |  |  |                                              |                                              |                                              |                                              |                                              |                                              |  |  | Friedrich Eugen (Herzog von Württemberg) | Friedrich Eugen (Herzog von Württemberg) | Friedrich Eugen (Herzog von Württemberg) | Friedrich Eugen (Herzog von Württemberg) | Friedrich Eugen (Herzog von Württemberg) | Friedrich Eugen (Herzog von Württemberg) |  |  | Friederike Dorothea Sophia (Herzogin von Württemberg) | Friederike Dorothea Sophia (Herzogin von Württemberg) | Friederike Dorothea Sophia (Herzogin von Württemberg) | Friederike Dorothea Sophia (Herzogin von Württemberg) | Friederike Dorothea Sophia (Herzogin von Württemberg) | Friederike Dorothea Sophia (Herzogin von Württemberg) |  |  |                                                            |                                                            |                                                            |                                                            |                                                            |                                                            |  |  |                     |                     |                     |                     |                     |                     |
|                                    |                                    |                                    |                                    |                                    |                                    |  |  | Friedrich August (Fürst von Anhalt-Zerbst) | Friedrich August (Fürst von Anhalt-Zerbst) | Friedrich August (Fürst von Anhalt-Zerbst) | Friedrich August (Fürst von Anhalt-Zerbst) | Friedrich August (Fürst von Anhalt-Zerbst) | Friedrich August (Fürst von Anhalt-Zerbst) |  |  | Katharina II. (Kaiserin von Russland)         | Katharina II. (Kaiserin von Russland)         | Katharina II. (Kaiserin von Russland)         | Katharina II. (Kaiserin von Russland)         | Katharina II. (Kaiserin von Russland)         | Katharina II. (Kaiserin von Russland)         |  |  | Peter III. (Kaiser von Russland)                                                    | Peter III. (Kaiser von Russland)                                                    | Peter III. (Kaiser von Russland)                                                    | Peter III. (Kaiser von Russland)                                                    | Peter III. (Kaiser von Russland)                                                    | Peter III. (Kaiser von Russland)                                                    |  |  |                                                           |                                                           |                                                           |                                                           |                                                           |                                                           |  |  |                                              |                                              |                                              |                                              |                                              |                                              |  |  | Friedrich Eugen (Herzog von Württemberg) | Friedrich Eugen (Herzog von Württemberg) | Friedrich Eugen (Herzog von Württemberg) | Friedrich Eugen (Herzog von Württemberg) | Friedrich Eugen (Herzog von Württemberg) | Friedrich Eugen (Herzog von Württemberg) |  |  | Friederike Dorothea Sophia (Herzogin von Württemberg) | Friederike Dorothea Sophia (Herzogin von Württemberg) | Friederike Dorothea Sophia (Herzogin von Württemberg) | Friederike Dorothea Sophia (Herzogin von Württemberg) | Friederike Dorothea Sophia (Herzogin von Württemberg) | Friederike Dorothea Sophia (Herzogin von Württemberg) |  |  |                                                            |                                                            |                                                            |                                                            |                                                            |                                                            |  |  |                     |                     |                     |                     |                     |                     |
|                                    |                                    |                                    |                                    |                                    |                                    |  |  |                                            |                                            |                                            |                                            |                                            |                                            |  |  |                                               |                                               |                                               |                                               |                                               |                                               |  |  |                                                                                     |                                                                                     |                                                                                     |                                                                                     |                                                                                     |                                                                                     |  |  |                                                           |                                                           |                                                           |                                                           |                                                           |                                                           |  |  |                                              |                                              |                                              |                                              |                                              |                                              |  |  |                                          |                                          |                                          |                                          |                                          |                                          |  |  |                                                       |                                                       |                                                       |                                                       |                                                       |                                                       |  |  |                                                            |                                                            |                                                            |                                                            |                                                            |                                                            |  |  |                     |                     |                     |                     |                     |                     |
|                                    |                                    |                                    |                                    |                                    |                                    |  |  |                                            |                                            |                                            |                                            |                                            |                                            |  |  |                                               |                                               |                                               |                                               |                                               |                                               |  |  |                                                                                     |                                                                                     |                                                                                     |                                                                                     |                                                                                     |                                                                                     |  |  |                                                           |                                                           |                                                           |                                                           |                                                           |                                                           |  |  |                                              |                                              |                                              |                                              |                                              |                                              |  |  |                                          |                                          |                                          |                                          |                                          |                                          |  |  |                                                       |                                                       |                                                       |                                                       |                                                       |                                                       |  |  |                                                            |                                                            |                                                            |                                                            |                                                            |                                                            |  |  |                     |                     |                     |                     |                     |                     |
|                                    |                                    |                                    |                                    |                                    |                                    |  |  |                                            |                                            |                                            |                                            |                                            |                                            |  |  |                                               |                                               |                                               |                                               |                                               |                                               |  |  |                                                                                     |                                                                                     |                                                                                     |                                                                                     |                                                                                     |                                                                                     |  |  | Paul I. (Kaiser von Russland)                             | Paul I. (Kaiser von Russland)                             | Paul I. (Kaiser von Russland)                             | Paul I. (Kaiser von Russland)                             | Paul I. (Kaiser von Russland)                             | Paul I. (Kaiser von Russland)                             |  |  | Sophie Dorothee (Kaiserin von Russland)      | Sophie Dorothee (Kaiserin von Russland)      | Sophie Dorothee (Kaiserin von Russland)      | Sophie Dorothee (Kaiserin von Russland)      | Sophie Dorothee (Kaiserin von Russland)      | Sophie Dorothee (Kaiserin von Russland)      |  |  | Friedrich I. (König von Württemberg)     | Friedrich I. (König von Württemberg)     | Friedrich I. (König von Württemberg)     | Friedrich I. (König von Württemberg)     | Friedrich I. (König von Württemberg)     | Friedrich I. (König von Württemberg)     |  |  |                                                       |                                                       |                                                       |                                                       |                                                       |                                                       |  |  |                                                            |                                                            |                                                            |                                                            |                                                            |                                                            |  |  |                     |                     |                     |                     |                     |                     |
|                                    |                                    |                                    |                                    |                                    |                                    |  |  |                                            |                                            |                                            |                                            |                                            |                                            |  |  |                                               |                                               |                                               |                                               |                                               |                                               |  |  |                                                                                     |                                                                                     |                                                                                     |                                                                                     |                                                                                     |                                                                                     |  |  | Paul I. (Kaiser von Russland)                             | Paul I. (Kaiser von Russland)                             | Paul I. (Kaiser von Russland)                             | Paul I. (Kaiser von Russland)                             | Paul I. (Kaiser von Russland)                             | Paul I. (Kaiser von Russland)                             |  |  | Sophie Dorothee (Kaiserin von Russland)      | Sophie Dorothee (Kaiserin von Russland)      | Sophie Dorothee (Kaiserin von Russland)      | Sophie Dorothee (Kaiserin von Russland)      | Sophie Dorothee (Kaiserin von Russland)      | Sophie Dorothee (Kaiserin von Russland)      |  |  | Friedrich I. (König von Württemberg)     | Friedrich I. (König von Württemberg)     | Friedrich I. (König von Württemberg)     | Friedrich I. (König von Württemberg)     | Friedrich I. (König von Württemberg)     | Friedrich I. (König von Württemberg)     |  |  |                                                       |                                                       |                                                       |                                                       |                                                       |                                                       |  |  |                                                            |                                                            |                                                            |                                                            |                                                            |                                                            |  |  |                     |                     |                     |                     |                     |                     |
|                                    |                                    |                                    |                                    |                                    |                                    |  |  |                                            |                                            |                                            |                                            |                                            |                                            |  |  |                                               |                                               |                                               |                                               |                                               |                                               |  |  |                                                                                     |                                                                                     |                                                                                     |                                                                                     |                                                                                     |                                                                                     |  |  |                                                           |                                                           |                                                           |                                                           |                                                           |                                                           |  |  |                                              |                                              |                                              |                                              |                                              |                                              |  |  |                                          |                                          |                                          |                                          |                                          |                                          |  |  |                                                       |                                                       |                                                       |                                                       |                                                       |                                                       |  |  |                                                            |                                                            |                                                            |                                                            |                                                            |                                                            |  |  |                     |                     |                     |                     |                     |                     |
|                                    |                                    |                                    |                                    |                                    |                                    |  |  |                                            |                                            |                                            |                                            |                                            |                                            |  |  |                                               |                                               |                                               |                                               |                                               |                                               |  |  |                                                                                     |                                                                                     |                                                                                     |                                                                                     |                                                                                     |                                                                                     |  |  |                                                           |                                                           |                                                           |                                                           |                                                           |                                                           |  |  |                                              |                                              |                                              |                                              |                                              |                                              |  |  |                                          |                                          |                                          |                                          |                                          |                                          |  |  |                                                       |                                                       |                                                       |                                                       |                                                       |                                                       |  |  |                                                            |                                                            |                                                            |                                                            |                                                            |                                                            |  |  |                     |                     |                     |                     |                     |                     |
| Alexander I. (Kaiser von Russland) | Alexander I. (Kaiser von Russland) | Alexander I. (Kaiser von Russland) | Alexander I. (Kaiser von Russland) | Alexander I. (Kaiser von Russland) | Alexander I. (Kaiser von Russland) |  |  | Konstantin (Großfürst von Russland)        | Konstantin (Großfürst von Russland)        | Konstantin (Großfürst von Russland)        | Konstantin (Großfürst von Russland)        | Konstantin (Großfürst von Russland)        | Konstantin (Großfürst von Russland)        |  |  | Alexandra Pawlowna Romanowa                   | Alexandra Pawlowna Romanowa                   | Alexandra Pawlowna Romanowa                   | Alexandra Pawlowna Romanowa                   | Alexandra Pawlowna Romanowa                   | Alexandra Pawlowna Romanowa                   |  |  | Helena Pawlowna Romanowa                                                            | Helena Pawlowna Romanowa                                                            | Helena Pawlowna Romanowa                                                            | Helena Pawlowna Romanowa                                                            | Helena Pawlowna Romanowa                                                            | Helena Pawlowna Romanowa                                                            |  |  | Maria Pawlowna (Großherzogin von Sachsen-Weimar-Eisenach) | Maria Pawlowna (Großherzogin von Sachsen-Weimar-Eisenach) | Maria Pawlowna (Großherzogin von Sachsen-Weimar-Eisenach) | Maria Pawlowna (Großherzogin von Sachsen-Weimar-Eisenach) | Maria Pawlowna (Großherzogin von Sachsen-Weimar-Eisenach) | Maria Pawlowna (Großherzogin von Sachsen-Weimar-Eisenach) |  |  | Katharina Pawlowna (Königin von Württemberg) | Katharina Pawlowna (Königin von Württemberg) | Katharina Pawlowna (Königin von Württemberg) | Katharina Pawlowna (Königin von Württemberg) | Katharina Pawlowna (Königin von Württemberg) | Katharina Pawlowna (Königin von Württemberg) |  |  | Olga                                     | Olga                                     | Olga                                     | Olga                                     | Olga                                     | Olga                                     |  |  | Anna Pawlowna                                         | Anna Pawlowna                                         | Anna Pawlowna                                         | Anna Pawlowna                                         | Anna Pawlowna                                         | Anna Pawlowna                                         |  |  | Nikolaus I. (Kaiser von Russland)                          | Nikolaus I. (Kaiser von Russland)                          | Nikolaus I. (Kaiser von Russland)                          | Nikolaus I. (Kaiser von Russland)                          | Nikolaus I. (Kaiser von Russland)                          | Nikolaus I. (Kaiser von Russland)                          |  |  | Michael Pawlowitsch | Michael Pawlowitsch | Michael Pawlowitsch | Michael Pawlowitsch | Michael Pawlowitsch | Michael Pawlowitsch |